# 多瑙施陶夫
多瑙施陶夫（德語：Donaustauf，發音：[ˈdoːnaʊʃtaʊf]）是德国巴伐利亚州上普法尔茨行政区雷根斯堡县的市镇，面积9.72平方千米，2023年12月31日人口为4,589人。